# Coupe du monde de ski alpin 2005-2006
Navigation
Édition précédente Édition suivante
La coupe du monde de ski alpin 2005-2006 est la 40e édition de la coupe du monde de ski alpin, compétition de ski alpin organisée annuellement. Elle se déroule du 25 octobre 2005 au 18 mars 2006.
Les hommes disputent 37 épreuves : 10 descentes, 6 super-G, 8 géants, 10 slaloms et 3 combinés.
Les femmes disputent 36 épreuves : 8 descentes, 8 super-G, 9 géants et 9 slaloms et 2 combinés.
Les jeux olympiques sont disputés à Turin du 12 au 25 février 2006.

## Tableau d'honneur
| Catégorie | Messieurs          | Dames                |
| --------- | ------------------ | -------------------- |
| Général   | Benjamin Raich     | Janica Kostelić      |
| Descente  | Michael Walchhofer | Michaela Dorfmeister |
| Super G   | Aksel Lund Svindal | Michaela Dorfmeister |
| Géant     | Benjamin Raich     | Anja Pärson          |
| Slalom    | Giorgio Rocca      | Janica Kostelić      |
| Combiné   | Benjamin Raich     | Janica Kostelić      |

## Résumé de la saison
Benjamin Raich devient le quatrième autrichien à inscrire son nom au palmarès de la coupe du monde.
S'exprimant au meilleur niveau dans les disciplines techniques (globe du géant, du combiné et 2e du classement du slalom), Raich s'impose à sept reprises (3 géants, 3 combinés et 1 slalom) et ajoute des points importants en super G lui permettant de s'adjuger le gros globe assez rapidement à l'issue de la tournée asiatique concluant une saison de haute volée pour l'autrichien qui l'a vu en outre réaliser le doublé olympique en géant et slalom à Turin.
La saison 2006 marque l'arrivée d'un nouveau talent avec le norvégien de 23 ans Aksel Lund Svindal auteur de nombreuses places d'honneurs des disciplines de vitesse au géant en passant par le combiné. auteur de six podiums et vainqueur à deux reprises en descente et super G, Svindal s'adjuge le globe du super G et termine 2e du classement général.
Bode Miller tenant du général remporte deux succès en géant et super G et signe huit podiums dans quatre disciplines différentes mais ne peut réellement disputer le gros globe. Cela s'explique par des performances déclinantes en slalom pour l'américain qui privilégie de plus en plus le travail spécifique pour les épreuves de vitesse. L'américain 3e du classement général s'affirme néanmoins en leader d'une équipe US très dense qui place outre Miller deux autres skieurs dans le top 10 du classement général avec le descendeur vainqueur à trois reprises Daron Rahlves 4e et le spectaculaire slalomeur de 21 ans Ted Ligety vainqueur en géant et auteur de performances notables en slalom (3 podiums) qui termine 9e.
Michael Walchhofer vainqueur de deux descentes et très régulier domine à nouveau le classement de la discipline.
Giorgio Rocca réalise un début de saison tonitruant en s'imposant dans les cinq premiers slaloms de la saison. Cette performance qui n'avait plus été réalisée depuis Alberto Tomba en 1995 permet à l'italien de prendre le large et de s'assurer assez aisément le globe de cristal malgré une fin de saison délicate !
Après deux années empreintes de doute, Kjetil André Aamodt effectue à 35 ans un retour inespéré au plus haut niveau qui atteindra son point d'orgue lors des jeux olympiques avec un nouveau titre olympique en super G. L'emblématique skieur norvégien quitte le cirque blanc avec de nombreux records :
- 1 coupe du monde (1994) et 8 coupes du monde de spécialités (5 en combiné, 1 en super G, 1 en géant et 1 en slalom),
- 21 victoires en coupe du monde dans toutes les disciplines (8 combinés, 6 géants, 5 super G, 1 descente et 1 slalom)
- 8 médailles olympiques (record) dont 4 titres en super G (1992, 2002 et 2006) et en combiné (2002),
- 12 médailles mondiales (record) dont 5 titres en combiné (1997, 99 et 2001), en géant (1993) et en slalom (1993).

Janica Kostelić enlève son troisième gros globe et rejoint Petra Kronberger et Vreni Schneider au palmarès des triples vainqueurs de la coupe du monde féminine.
La Croate réalise une saison pleine en établissant un nouveau record de points avec 1970 unités soit dix de plus que Pernilla Wiberg en 1997. Ses performances en descente, en super G (victoires à Bad Kleinkirchheim) et en géant (deux victoires à Spindleruv Mlyn et Åre) lui permettent de rejoindre Kronberger et Wiberg au palmarès des skieuses victorieuses dans les cinq disciplines. Ajoutant des succès en slalom (trois victoires) et en combiné (deux victoires), Kostelić qui termine dans les cinq premières au classement de chaque disciplines et remporte les globes du slalom et du combiné domine la saison malgré l'opposition régulière de sa rivale suédoise Anja Pärson huit victoires dans quatre disciplines et gagnante du globe du géant. Victorieuse en outre d'une nouvelle médaille d'or olympique à Turin en combiné la jeune croate de 24 ans conclut sans le savoir (Ne parvenant à revenir à la suite d'une nouvelle opération du genou, elle prendra sa retraite un an plus tard) en apothéose une carrière riche de nombreux succès :
- 3 coupes du monde (2001, 2003 et 2006) et 7 coupes du monde de spécialités (4 en combiné et 3 en slalom),
- 30 victoires en coupe du monde dans toutes les disciplines (20 slaloms, 6 combinés, 2 géants, 1 descente et 1 super G)
- 6 médailles olympiques dont 4 titres en combiné (2002 et 2006), en géant (2002) et en slalom (2002),
- 5 titres mondiaux en combiné (2003 et 2005), en slalom (2003 et 2005) et en descente (2005).

l'autrichienne Michaela Dorfmeister domine la saison en vitesse s'adjugeant les titres olympiques et les globes de la descente (5 podiums, 1 victoire) et du super G (7 podiums, 3 victoires) et termine troisième du classement général. Élue sportive de l'année pour la deuxième fois après 2002, la skieuse autrichienne prend sa retraite forte d'un des plus beaux palmarès du ski alpin :
- 1 coupe du monde (2002) et 5 coupes du monde de spécialités (2 en descente et en super G et 1 en géant),
- 25 victoires en coupe du monde (9 super G, 8 descentes et 8 géants)
- 2 titres olympiques en descente (2006) et en super G (2006),
- 2 titres mondiaux en descente (2001) et en super G (2003).

## Système de points
Le vainqueur d'une épreuve de coupe du monde se voit attribuer 100 points pour le classement général. Les skieurs classés aux trente premières places marquent des points.
| Place  | 1er | 2d | 3e | 4e | 5e | 6e | 7e | 8e | 9e | 10e | 11e | 12e | 13e | 14e | 15e | 16e | 17e | 18e | 19e | 20e | 21e | 22e | 23e | 24e | 25e | 26e | 27e | 28e | 29e | 30e |
| ------ | --- | -- | -- | -- | -- | -- | -- | -- | -- | --- | --- | --- | --- | --- | --- | --- | --- | --- | --- | --- | --- | --- | --- | --- | --- | --- | --- | --- | --- | --- |
| Points | 100 | 80 | 60 | 50 | 45 | 40 | 36 | 32 | 29 | 26  | 24  | 22  | 20  | 18  | 16  | 15  | 14  | 13  | 12  | 11  | 10  | 9   | 8   | 7   | 6   | 5   | 4   | 3   | 2   | 1   |

## Classement général
| Rang | Nom                   | Points |
| ---- | --------------------- | ------ |
| 1    | Benjamin Raich        | 1410   |
| 2    | Aksel Lund Svindal    | 1006   |
| 3    | Bode Miller           | 928    |
| 4    | Daron Rahlves         | 903    |
| 5    | Michael Walchhofer    | 855    |
| 6    | Hermann Maier         | 818    |
| 7    | Kalle Palander        | 801    |
| 8    | Kjetil André Aamodt   | 707    |
| 9    | Ted Ligety            | 636    |
| 10   | Marco Büchel          | 626    |
| 11   | Thomas Grandi         | 619    |
| 12   | Fritz Strobl          | 599    |
| 13   | Giorgio Rocca         | 597    |
| 14   | Rainer Schönfelder    | 567    |
| 15   | Didier Defago         | 543    |
| 16   | Peter Fill            | 523    |
| 17   | Massimiliano Blardone | 442    |
| 18   | Erik Guay             | 435    |
| 19   | Bruno Kernen          | 432    |
| 20   | Hannes Reichelt       | 425    |

| Rang | Nom                   | Points |
| ---- | --------------------- | ------ |
| 1    | Janica Kostelić       | 1970   |
| 2    | Anja Pärson           | 1662   |
| 3    | Michaela Dorfmeister  | 1364   |
| 4    | Nicole Hosp           | 1112   |
| 5    | Lindsey Kildow        | 1067   |
| 6    | Marlies Schild        | 961    |
| 7    | Kathrin Zettel        | 872    |
| 8    | Julia Mancuso         | 755    |
| 9    | Alexandra Meissnitzer | 753    |
| 10   | Elisabeth Görgl       | 602    |
| 11   | Nadia Styger          | 594    |
| 12   | Tanja Poutiainen      | 592    |
| 13   | Maria José Rienda     | 546    |
| 14   | Tina Maze             | 525    |
| 15   | Andrea Fischbacher    | 507    |
| 16   | Martina Ertl-Renz     | 465    |
| 17   | Geneviève Simard      | 461    |
| 18   | Anna Ottosson         | 450    |
| 19   | Renate Götschl        | 448    |
| 20   | Michaela Kirchgasser  | 422    |

## Classements de chaque discipline
Les noms en gras remportent les titres des disciplines.

### Descente
| Rang | Nom                 | Points |
| ---- | ------------------- | ------ |
| 1    | Michael Walchhofer  | 522    |
| 2    | Fritz Strobl        | 491    |
| 3    | Daron Rahlves       | 444    |
| 4    | Marco Büchel        | 400    |
| 5    | Bode Miller         | 340    |
| 6    | Kjetil André Aamodt | 322    |
| 7    | Hermann Maier       | 305    |
| 8    | Bruno Kernen        | 268    |
| 9    | Didier Defago       | 246    |
| 10   | Kristian Ghedina    | 235    |

| Rang | Nom                   | Points |
| ---- | --------------------- | ------ |
| 1    | Michaela Dorfmeister  | 498    |
| 2    | Lindsey Kildow        | 410    |
| 3    | Renate Götschl        | 315    |
| 4    | Janica Kostelić       | 300    |
| 5    | Fränzi Aufdenblatten  | 272    |
| 6    | Alexandra Meissnitzer | 267    |
| 7    | Anja Pärson           | 249    |
| 8    | Elisabeth Görgl       | 227    |
| 9    | Sylviane Berthod      | 223    |
| 10   | Nike Bent             | 187    |

### Super G
| Rang | Nom                 | Points |
| ---- | ------------------- | ------ |
| 1    | Aksel Lund Svindal  | 284    |
| 2    | Hermann Maier       | 282    |
| 3    | Daron Rahlves       | 269    |
| 4    | Hannes Reichelt     | 250    |
| 5    | Kjetil André Aamodt | 223    |
| 6    | Erik Guay           | 204    |
| 7    | Ambrosi Hoffmann    | 165    |
| 8    | Peter Fill          | 162    |
| 9    | Christoph Gruber    | 147    |
| 10   | Bode Miller         | 145    |

| Rang | Nom                   | Points |
| ---- | --------------------- | ------ |
| 1    | Michaela Dorfmeister  | 626    |
| 2    | Alexandra Meissnitzer | 437    |
| 3    | Nadia Styger          | 360    |
| 4    | Lindsey Kildow        | 326    |
| 5    | Janica Kostelić       | 266    |
| 6    | Julia Mancuso         | 239    |
| 7    | Andrea Fischbacher    | 231    |
| 8    | Kirsten Clark         | 201    |
| 9    | Anja Pärson           | 182    |
| 10   | Nicole Hosp           | 175    |

### Géant
| Rang | Nom                   | Points |
| ---- | --------------------- | ------ |
| 1    | Benjamin Raich        | 481    |
| 2    | Massimiliano Blardone | 442    |
| 3    | Fredrik Nyberg        | 414    |
| 4    | Davide Simoncelli     | 314    |
| 5    | Kalle Palander        | 306    |
| 6    | Thomas Grandi         | 259    |
| 7    | François Bourque      | 230    |
| 8    | Hermann Maier         | 223    |
| 9    | Bode Miller           | 198    |
| 10   | Aksel Lund Svindal    | 195    |

| Rang | Nom                  | Points |
| ---- | -------------------- | ------ |
| 1    | Anja Pärson          | 586    |
| 2    | Maria José Rienda    | 537    |
| 3    | Janica Kostelić      | 464    |
| 4    | Nicole Hosp          | 461    |
| 5    | Geneviève Simard     | 343    |
| 6    | Kathrin Zettel       | 314    |
| 7    | Tina Maze            | 309    |
| 8    | Tanja Poutiainen     | 260    |
| 9    | Michaela Kirchgasser | 227    |
| 10   | Anna Ottosson        | 224    |

### Slalom
| Rang | Nom               | Points |
| ---- | ----------------- | ------ |
| 1    | Giorgio Rocca     | 547    |
| 2    | Kalle Palander    | 495    |
| 3    | Benjamin Raich    | 410    |
| 4    | Ted Ligety        | 396    |
| 5    | Thomas Grandi     | 360    |
| 6    | Stephane Tissot   | 336    |
| 7    | Akira Sasaki      | 333    |
| 8    | Reinfried Herbst  | 316    |
| 9    | Markus Larsson    | 291    |
| 10   | Jean-Pierre Vidal | 253    |

| Rang | Nom              | Points |
| ---- | ---------------- | ------ |
| 1    | Janica Kostelić  | 740    |
| 2    | Marlies Schild   | 550    |
| 3    | Anja Pärson      | 485    |
| 4    | Kathrin Zettel   | 399    |
| 5    | Tanja Poutiainen | 320    |
| 6    | Nicole Hosp      | 307    |
| 7    | Therese Borssen  | 248    |
| 8    | Laure Pequegnot  | 227    |
| 9    | Lindsey Kildow   | 214    |
| 10   | Sarka Zahrobska  | 206    |

### Combiné
| Rang | Nom                 | Points |
| ---- | ------------------- | ------ |
| 1    | Benjamin Raich      | 345    |
| 2    | Bode Miller         | 200    |
|      | Michael Walchhofer  | 200    |
| 4    | Rainer Schönfelder  | 182    |
| 5    | Kjetil André Aamodt | 162    |
| 6    | Peter Fill          | 142    |
| 7    | Aksel Lund Svindal  | 140    |
| 8    | Andrej Sporn        | 123    |
| 9    | Didier Defago       | 95     |
| 10   | Silvan Zurbriggen   | 93     |

| Rang | Nom                     | Points |
| ---- | ----------------------- | ------ |
| 1    | Janica Kostelić         | 200    |
| 2    | Anja Pärson             | 160    |
| 3    | Lindsey Kildow          | 110    |
| 4    | Marlies Schild          | 105    |
| 5    | Nicole Hosp             | 90     |
| 6    | Kathrin Zettel          | 85     |
| 7    | Martina Ertl-Renz       | 58     |
| 8    | Julia Mancuso           | 53     |
| 9    | Jessica Lindell-Vikarby | 44     |
| 10   | Andrea Fischbacher      | 42     |

## Calendrier et résultats

### Messieurs
| Date                                             | Lieu          | Épreuve       | Vainqueur                       | Second                        | Troisième                    |
| ------------------------------------------------ | ------------- | ------------- | ------------------------------- | ----------------------------- | ---------------------------- |
| 23 octobre 2005                                  | Sölden        | Géant         | Hermann Maier                   | Bode Miller                   | Rainer Schönfelder           |
| 26 novembre 2005                                 | Lake Louise   | Descente      | Fritz Strobl                    | Kjetil André Aamodt           | Marco Büchel                 |
| 27 novembre 2005                                 | Lake Louise   | Super G       | Aksel Lund Svindal              | Benjamin Raich                | Daron Rahlves                |
| 1er décembre 2005                                | Beaver Creek  | Super G       | Hannes Reichelt                 | Erik Guay                     | Matthias Lanzinger           |
| 2 décembre 2005                                  | Beaver Creek  | Descente      | Daron Rahlves                   | Bode Miller                   | Hans Grugger                 |
| 3 décembre 2005                                  | Beaver Creek  | Géant         | Bode Miller                     | Daron Rahlves                 | Kalle Palander               |
| 4 décembre 2005                                  | Beaver Creek  | Slalom        | Giorgio Rocca                   | Stephane Tissot               | Ted Ligety                   |
| 10 décembre 2005                                 | Val d'Isère   | Descente      | Michael Walchhofer              | Fritz Strobl                  | Hans Grugger                 |
| 11 décembre 2005                                 | Val d'Isère   | Super combiné | Michael Walchhofer              | Rainer Schönfelder            | Bode Miller                  |
| 12 décembre 2005                                 | Madonna       | Slalom        | Giorgio Rocca                   | Benjamin Raich                | Kalle Palander               |
| 16 décembre 2005                                 | Val Gardena   | Super G       | Hans Grugger                    | Erik Guay                     | Ambrosi Hoffmann             |
| 17 décembre 2005                                 | Val Gardena   | Descente      | Marco Büchel                    | Michael Walchhofer            | Erik Guay                    |
| 18 décembre 2005                                 | Alta Badia    | Géant         | Massimiliano Blardone           | Davide Simoncelli             | François Bourque             |
| 21 décembre 2005                                 | Kranjska Gora | Géant         | Benjamin Raich                  | Massimiliano Blardone         | Thomas Grandi                |
| 22 décembre 2005                                 | Kranjska Gora | Slalom        | Giorgio Rocca                   | Thomas Grandi                 | Ted Ligety                   |
| 29 décembre 2005                                 | Bormio        | Descente      | Daron Rahlves                   | Fritz Strobl                  | Tobias Grünenfelder          |
| 7 janvier 2006                                   | Adelboden     | Géant         | Benjamin Raich                  | Fredrik Nyberg                | Stephan Görgl Kalle Palander |
| 8 janvier 2006                                   | Adelboden     | Slalom        | Giorgio Rocca                   | Ted Ligety                    | Benjamin Raich               |
| 13 janvier 2006                                  | Wengen        | Super combiné | Benjamin Raich                  | Kjetil André Aamodt           | Peter Fill                   |
| 14 janvier 2006                                  | Wengen        | Descente II   | Daron Rahlves                   | Michael Walchhofer            | Fritz Strobl                 |
| 15 janvier 2006                                  | Wengen        | Slalom        | Giorgio Rocca                   | Kalle Palander                | Alois Vogl                   |
| 20 janvier 2006                                  | Kitzbühel     | Super G       | Hermann Maier                   | Peter Fill                    | Hannes Reichelt              |
| 21 janvier 2006                                  | Kitzbühel     | Descente      | Michael Walchhofer              | Marco Büchel                  | Daron Rahlves                |
| 22 janvier 2006                                  | Kitzbühel     | Slalom        | Jean-Pierre Vidal               | Reinfried Herbst              | Benjamin Raich               |
| 22 janvier 2006                                  | Kitzbühel     | Combiné       | Benjamin Raich                  | Bode Miller                   | Aksel Lund Svindal           |
| 24 janvier 2006                                  | Schladming    | Slalom        | Kalle Palander                  | Akira Sasaki                  | Benjamin Raich               |
| 28 janvier 2006                                  | Garmisch      | Descente      | Hermann Maier                   | Klaus Kröll                   | Andreas Buder                |
| 29 janvier 2006                                  | Garmisch      | Super G       | Christoph Gruber                | Scott Macartney               | Kjetil André Aamodt          |
| 3 février 2006                                   | Chamonix      | Super combiné | Benjamin Raich                  | Rainer Schönfelder            | Bode Miller                  |
| Jeux olympiques à Turin du 12 au 25 février 2006 |               |               |                                 |                               |                              |
| 4 mars 2006                                      | Yongpyong     | Géant I       | Davide Simoncelli               | Massimiliano Blardone         | Aksel Lund Svindal           |
| 5 mars 2006                                      | Yongpyong     | Géant II      | Ted Ligety                      | Fredrik Nyberg Kalle Palander |                              |
| 10 mars 2006                                     | Shigakogen    | Slalom I      | Benjamin Raich                  | Akira Sasaki                  | Thomas Grandi                |
| 11 mars 2006                                     | Shigakogen    | Slalom II     | Kalle Palander Reinfried Herbst |                               | Thomas Grandi                |
| 15 mars 2006                                     | Åre           | Descente      | Aksel Lund Svindal              | Bode Miller                   | Peter Fill                   |
| 16 mars 2006                                     | Åre           | Super G       | Bode Miller                     | Daron Rahlves                 | Aksel Lund Svindal           |
| 17 mars 2006                                     | Åre           | Géant         | Benjamin Raich                  | Massimiliano Blardone         | Fredrik Nyberg               |
| 18 mars 2006                                     | Åre           | Slalom        | Markus Larsson                  | Stephane Tissot               | Thomas Grandi                |

### Dames
| Date                                             | Lieu               | Épreuve       | Vainqueur                                        | Seconde                                    | Troisième                    |
| ------------------------------------------------ | ------------------ | ------------- | ------------------------------------------------ | ------------------------------------------ | ---------------------------- |
| 22 octobre 2005                                  | Sölden             | Géant         | Tina Maze                                        | Janica Kostelić                            | Anja Pärson                  |
| 2 décembre 2005                                  | Lake Louise        | Descente I    | Elena Fanchini                                   | Michaela Dorfmeister                       | Alexandra Meissnitzer        |
| 3 décembre 2005                                  | Lake Louise        | Descente II   | Lindsey Kildow                                   | Sylviane Berthod                           | Michaela Dorfmeister         |
| 4 décembre 2005                                  | Lake Louise        | Super G       | Alexandra Meissnitzer                            | Andrea Fischbacher                         | Michaela Dorfmeister         |
| 9 décembre 2005                                  | Aspen              | Super G       | Nadia Styger                                     | Michaela Dorfmeister                       | Andrea Fischbacher           |
| 10 décembre 2005                                 | Aspen              | Géant         | Maria José Rienda                                | Anja Pärson                                | Kathrin Zettel               |
| 11 décembre 2005                                 | Aspen              | Slalom        | Anja Pärson                                      | Janica Kostelić                            | Kathrin Zettel               |
| 17 décembre 2005                                 | Val d'Isère        | Descente      | Lindsey Kildow                                   | Caroline Lalive                            | Alexandra Meissnitzer        |
| 18 décembre 2005                                 | Val d'Isère        | Super G       | Michaela Dorfmeister                             | Alexandra Meissnitzer                      | Emily Brydon                 |
| 21 décembre 2005                                 | Spindleruv Mlyn    | Géant         | Janica Kostelić                                  | Kathrin Zettel                             | Marlies Schild               |
| 22 décembre 2005                                 | Spindleruv Mlyn    | Slalom        | Anja Pärson                                      | Janica Kostelić                            | Marlies Schild               |
| 28 décembre 2005                                 | Lienz              | Géant         | Anja Pärson                                      | Nicole Hosp                                | Tina Maze                    |
| 29 décembre 2005                                 | Lienz              | Slalom        | Marlies Schild                                   | Nicole Hosp                                | Janica Kostelić              |
| 5 janvier 2006                                   | Zagreb             | Slalom        | Marlies Schild                                   | Kathrin Zettel                             | Janica Kostelić              |
| 8 janvier 2006                                   | Maribor            | Slalom        | Marlies Schild                                   | Janica Kostelić                            | Therese Borssen              |
| 13 janvier 2006                                  | Bad Kleinkirchheim | Descente I    | Anja Pärson                                      | Michaela Dorfmeister                       | Fränzi Aufdenblatten         |
| 14 janvier 2006                                  | Bad Kleinkirchheim | Descente II   | Janica Kostelić                                  | Nike Bent                                  | Michaela Dorfmeister         |
| 15 janvier 2006                                  | Bad Kleinkirchheim | Super G       | Janica Kostelić                                  | Michaela Dorfmeister Alexandra Meissnitzer |                              |
| 20 janvier 2006                                  | Saint-Moritz       | Super G       | Michaela Dorfmeister                             | Tina Maze                                  | Nicole Hosp                  |
| 21 janvier 2006                                  | Saint-Moritz       | Descente      | Michaela Dorfmeister                             | Renate Götschl                             | Janica Kostelić              |
| 22 janvier 2006                                  | Saint-Moritz       | Super combiné | Janica Kostelić                                  | Anja Pärson                                | Lindsey Kildow               |
| 27 janvier 2006                                  | Cortina d'Ampezzo  | Super G       | Anja Pärson                                      | Julia Mancuso                              | Lindsey Kildow               |
| 28 janvier 2006                                  | Cortina d'Ampezzo  | Descente      | Renate Götschl                                   | Julia Mancuso                              | Elisabeth Görgl              |
| 29 janvier 2006                                  | Cortina d'Ampezzo  | Géant         | Nicole Hosp                                      | Geneviève Simard                           | Elisabeth Görgl              |
| 3 février 2006                                   | Ofterschwang       | Géant I       | Maria José Rienda                                | Anja Pärson                                | Kathrin Zettel               |
| 4 février 2006                                   | Ofterschwang       | Géant II      | Anja Pärson Maria José Rienda                    |                                            | Julia Mancuso                |
| 5 février 2006                                   | Ofterschwang       | Slalom        | Janica Kostelić                                  | Kathrin Zettel                             | Marlies Schild               |
| Jeux olympiques à Turin du 12 au 25 février 2006 |                    |               |                                                  |                                            |                              |
| 3 mars 2006                                      | Hafjell            | Super G I     | Michaela Dorfmeister Lindsey Kildow Nadia Styger |                                            |                              |
| 4 mars 2006                                      | Hafjell            | Super combiné | Janica Kostelić                                  | Anja Pärson                                | Marlies Schild               |
| 5 mars 2006                                      | Hafjell            | Géant         | Maria José Rienda                                | Nicole Hosp                                | Tanja Poutiainen             |
| 10 mars 2006                                     | Levi               | Slalom I      | Janica Kostelić                                  | Anja Pärson                                | Kathrin Zettel               |
| 11 mars 2006                                     | Levi               | Slalom II     | Anja Pärson                                      | Janica Kostelić                            | Nicole Hosp                  |
| 15 mars 2006                                     | Åre                | Descente      | Anja Pärson                                      | Lindsey Kildow                             | Elisabeth Görgl              |
| 16 mars 2006                                     | Åre                | Super G       | Nicole Hosp                                      | Michaela Dorfmeister                       | Martina Ertl-Renz            |
| 17 mars 2006                                     | Åre                | Slalom        | Janica Kostelić                                  | Marlies Schild                             | Anja Pärson                  |
| 18 mars 2006                                     | Åre                | Géant         | Janica Kostelić                                  | Geneviève Simard                           | Tanja Poutiainen Nicole Hosp |

## Coupe des nations
| Rang | Nom        | Points |
| ---- | ---------- | ------ |
| 1    | Autriche   | 15024  |
| 2    | États-Unis | 6146   |
| 3    | Italie     | 4730   |
| 4    | Suède      | 4482   |
| 5    | Suisse     | 3771   |
| 6    | Canada     | 3060   |
| 7    | France     | 2584   |
| 8    | Croatie    | 2503   |
| 9    | Norvège    | 2333   |
| 10   | Allemagne  | 1529   |

| Rang | Nom           | Points |
| ---- | ------------- | ------ |
| 1    | Autriche      | 7276   |
| 2    | États-Unis    | 3179   |
| 3    | Italie        | 2999   |
| 4    | Norvège       | 2264   |
| 5    | Suisse        | 2143   |
| 6    | Canada        | 1784   |
| 7    | France        | 1700   |
| 8    | Suède         | 1304   |
| 9    | Finlande      | 816    |
| 10   | Liechtenstein | 626    |

| Rang | Nom        | Points |
| ---- | ---------- | ------ |
| 1    | Autriche   | 7748   |
| 2    | Suède      | 3178   |
| 3    | États-Unis | 2967   |
| 4    | Croatie    | 2292   |
| 5    | Italie     | 1731   |
| 6    | Suisse     | 1628   |
| 7    | Canada     | 1276   |
| 8    | Allemagne  | 1255   |
| 9    | France     | 884    |
| 10   | Finlande   | 669    |

Classement final